# Louis Monfort
Louis Monfort, né le 5 décembre 1896 et décédé le 10 juin 1961 à Scaër (Finistère), est un homme politique français.

## Biographie
Agriculteur, conseiller municipal de Scaër depuis 1919, il est élu député indépendant du Finistère en 1936.
Au cours de son mandat, il se fait remarquer en décembre 1936 avec le député du Morbihan Paul Ihuel en perturbant l'une des projections du film Tout va très bien madame la marquise pour protester contre l'image qu'il donne de la Bretagne.
Il vote les pleins pouvoirs au maréchal Pétain le 10 juillet 1940 et accepte de devenir maire de Scaër en 1941, après la destitution de son prédécesseur. À la Libération, il abandonne la vie politique.

## Sources
- « Louis Monfort », dans le Dictionnaire des parlementaires français (1889-1940), sous la direction de Jean Jolly, PUF, 1960 [détail de l’édition]